# 国鉄トキ25000形貨車

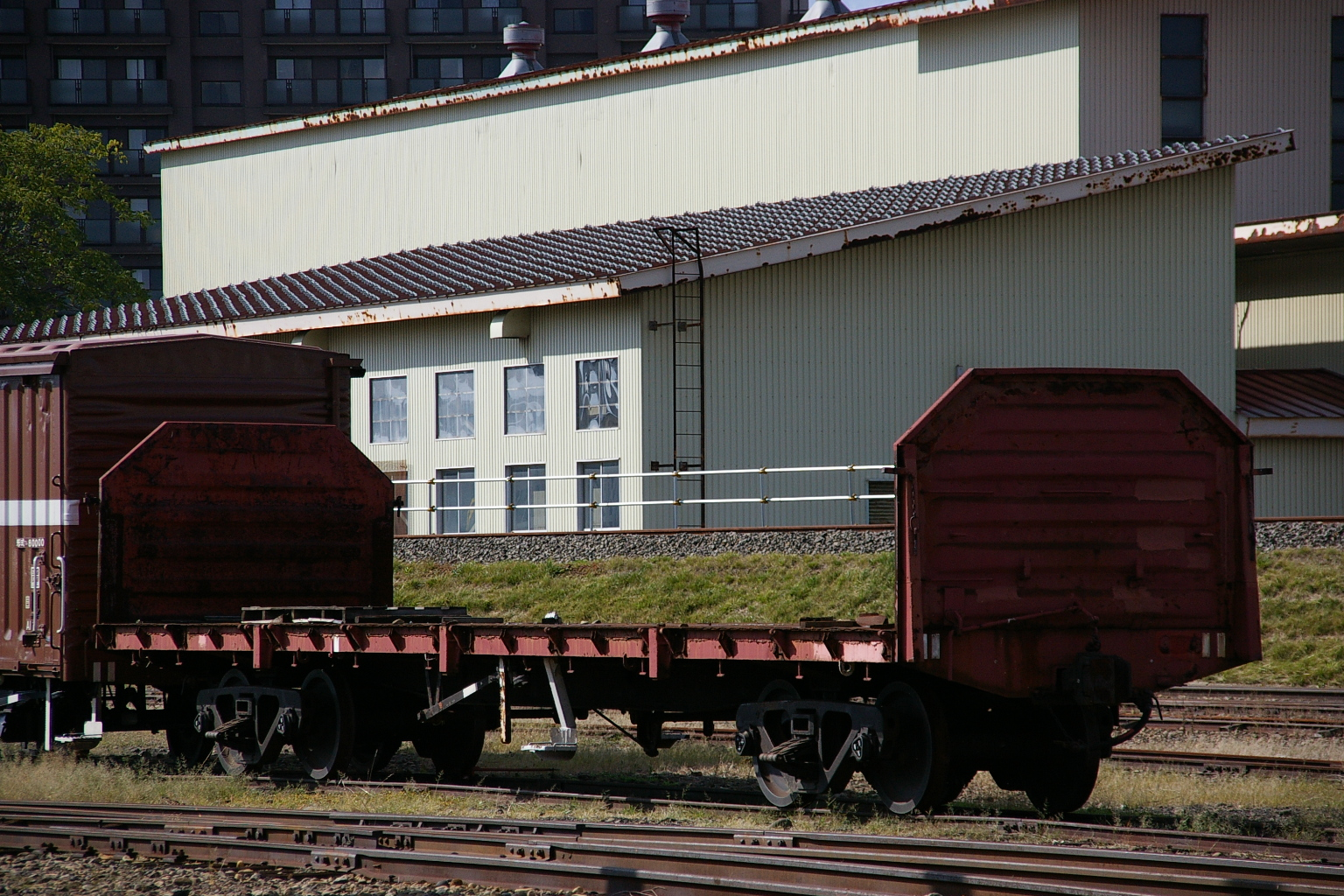
JR北海道苗穂工場で救援車として留置されているトキ25000
側板が撤去されている。

国鉄トキ25000形貨車（こくてつトキ25000がたかしゃ）は、1966年（昭和41年）から1975年（昭和50年）にかけて製造された、日本国有鉄道（国鉄）の無蓋貨車である。

## 概要
貨物輸送近代化の方針に伴い、老朽化が著しく速度の向上に耐えられない貨車を1965年度（昭和40年度）以降1968年（昭和43年）10月までに廃車する方針が立てられ、第二次世界大戦終結直後から量産された大型無蓋車トキ15000形の初期型は廃車が進められていた。その最中の1966年（昭和41年）3月の運賃改定で大型貨車が有利になるよう制度が変更されたのに伴い大型無蓋車の需要が増加したため、トキ15000形廃車分の補充と大型無蓋車の増備を目的として製作された。

## 構造
トキ15000形には石炭積載時の荷重が30 t に制限されてしまう欠点があり、これを解消する為に当初はトラ55000形の車体長さを2倍とし石炭荷重36 t 分の容積を持たせる予定だった。
しかしこの場合、車体が長くなりすぎてしまい原木を積載する際に前後の隙間が大きくなる事、また連結両数が少なくなる欠点がある。
これを解決する為、トラ55000形と同じく車両限界に第三縮小限界を採用し車体幅を広げ、あおり戸の高さを105 mm 高くする事で容積を確保し車体長の延長を抑えている。あおり戸を高くしたことで、開いた際に先端がレール面を下回らないように床面高さも約100 mm 高くされている。
妻板とあおり戸はプレス成型された耐候性高張力鋼板（SPA-H）、床板に平鋼板を用いた全鋼製車体である。自重はトキ15000形より僅かに軽い約 16.2 t で、荷重は 1 t 増加した 36 t である。これを識別するため、車体に表示する形式称号には 「オ」を記号の左上に小書きし、 「オトキ」 と標記される。
以下に各形式の寸法の関係性を示すため、比較表を掲載する。
主要寸法比較
| 形式                        | 形式                        | トキ25000 | トキ15000 | トラ55000 |
| --------------------------- | --------------------------- | --------- | --------- | --------- |
| 荷重 （ t ）                | 一般                        | 36        | 35        | 18        |
| 荷重 （ t ）                | 石炭                        | 36        | 30        | 18        |
| 自重 （ t ）                | 自重 （ t ）                | 約16.2    | 16.7      | 8.5       |
| 内部寸法 （ mm ）           | 長さ                        | 13,380    | 12,900    | 7,270     |
| 内部寸法 （ mm ）           | 幅                          | 2,585     | 2,500     | 2,585     |
| 内部寸法 （ mm ）           | 側高さ                      | 1,070     | 965       | 965       |
| 最大寸法 （ mm ）           | 長さ                        | 14,186    | 13,800    | 8,076     |
| 最大寸法 （ mm ）           | 幅                          | 2,835     | 2,742     | 2,835     |
| 最大寸法 （ mm ）           | 側高さ                      | 2,851     | 2,375     | 2,750     |
| 床面高さ（空車時） （ mm ） | 床面高さ（空車時） （ mm ） | 1,206     | 1,110     | 1,105     |
| 床面積 （ m2 ）             | 床面積 （ m2 ）             | 34.6      | 32.3      | 18.8      |
| 積載高さ （ m ）            | 積載高さ （ m ）            | 2.3       | 2.1       | 2.1       |
| 容積 （ m3 ）               | 容積 （ m3 ）               | 79.6      | 67.7      | 39.5      |

（「新型2軸ボギー無がい車 トキ25000」車両と電気 1966年9月号 p.7「無がい車要目表」より関係部分を抜粋。）
台車は、従来のTR41C形の軸受け部に密封コロ軸受の軸箱装置（JT9）を採用し転がり抵抗の減少と保守費を低減したベッテンドルフ式のTR209形を用いた。 このコロ軸受はRCT形と呼ばれ1965年（昭和40年）5月からトキ15000形2両で試用された上で採用された。
ブレーキ装置は、トキ15000形を踏襲しKC形空気ブレーキを採用した。側ブレーキは両側面の中央部に足踏み式のブレーキテコを設ける。
外部塗色は、コロ軸受を採用したことで転動しやすくなり留置中のブレーキ扱いに注意が必要である事を示すため、また新型貨車として一般にアピールする事を考慮した結果、コキ5500形と同じ赤3号とされた。当初は荷台がとび色2号に塗り分けられていたが、1977年以降は簡略化のため車体色と同じになった。

## 形態分類
※ここでは主に荷台の構造で分類する。

### 前期型
1966年（昭和41年）に1,300両が製造された。自重は約16.2 t 。
主に石炭や鉱石等のばら積み貨物や原木の輸送に使用することを想定していた為、床面に埋木が設けられていない平鋼板製である。
| 製造年度                    | 製造数 | 車両番号              | 製造所                         | 備考                                  |
| --------------------------- | ------ | --------------------- | ------------------------------ | ------------------------------------- |
| 1966年（昭和41年度） 本予算 | 80両   | トキ25000 - トキ25079 | 汽車製造                       | オリジナル 荷台に埋木無し 台車はTR209 |
| 1966年（昭和41年度） 本予算 | 260両  | トキ25080 - トキ25339 | 日本車輌製造・輸送機工業       | オリジナル 荷台に埋木無し 台車はTR209 |
| 1966年（昭和41年度） 本予算 | 230両  | トキ25340 - トキ25569 | 川崎車輛・富士車輌・ナニワ工機 | オリジナル 荷台に埋木無し 台車はTR209 |
| 1966年（昭和41年度） 本予算 | 110両  | トキ25570 - トキ25679 | 舞鶴重工業                     | オリジナル 荷台に埋木無し 台車はTR209 |
| 1966年（昭和41年度） 本予算 | 240両  | トキ25680 - トキ25919 | 三菱重工業                     | オリジナル 荷台に埋木無し 台車はTR209 |
| 1966年（昭和41年度） 本予算 | 317両  | トキ25920 - トキ26236 | 日立製作所                     | オリジナル 荷台に埋木無し 台車はTR209 |
| 1966年（昭和41年度） 本予算 | 63両   | トキ26237 - トキ26299 | 若松車輛                       | オリジナル 荷台に埋木無し 台車はTR209 |

### 中期型
1967年（昭和42年）から1969年（昭和44年）にかけて2,350両が製造された。自重は16.5 t 。
従来車では積み荷の転動防止措置に手間がかかっていた為、トキ26300以降は床面に埋木を設置している。（200mm×725mm×16個）
台車はトキ26300 - トキ28499では軸受のくら（アダプター）を幅広に変更し（JT9 → JT9W）前後振動の軽減および安定度の向上を図ったTR209A形を、トキ28500 - トキ28649では使用する車軸および密封コロ軸受をコキ5500形やホキ2200形（TR211形台車）と同じ形式に変更し標準化を図った（JT9W → JT10W）TR209B形を使用している。
トキ27250以降は反対側の側ブレーキの作動状態が確認できる「側ブレーキ緊解表示装置」が設置された。これは後にトキ26300までの車両に遡って設置された。
トキ28500以降はヨンサントオ（昭和43年10月ダイヤ改正）に伴う貨物列車の速度向上および大量輸送化に対応するためブレーキ率を変更している（ 8.95 → 10.05 ）
| 製造年度                        | 製造数 | 車両番号              | 製造所       | 備考                                                     |
| ------------------------------- | ------ | --------------------- | ------------ | -------------------------------------------------------- |
| 1966年（昭和41年度） 第二次債務 | 85両   | トキ26300 - トキ26384 | 川崎車輛     | 荷台に埋木を設置 （200mm×725mm×16個） 台車をTR209Aへ変更 |
| 1966年（昭和41年度） 第二次債務 | 150両  | トキ26385 - トキ26534 | 日本車輌製造 | 荷台に埋木を設置 （200mm×725mm×16個） 台車をTR209Aへ変更 |
| 1966年（昭和41年度） 第二次債務 | 120両  | トキ26535 - トキ26654 | 舞鶴重工業   | 荷台に埋木を設置 （200mm×725mm×16個） 台車をTR209Aへ変更 |
| 1966年（昭和41年度） 第二次債務 | 40両   | トキ26655 - トキ26694 | 三菱重工業   | 荷台に埋木を設置 （200mm×725mm×16個） 台車をTR209Aへ変更 |
| 1966年（昭和41年度） 第二次債務 | 225両  | トキ26695 - トキ26919 | 日立製作所   | 荷台に埋木を設置 （200mm×725mm×16個） 台車をTR209Aへ変更 |
| 1966年（昭和41年度） 第二次債務 | 80両   | トキ26920 - トキ26999 | 若松車輛     | 荷台に埋木を設置 （200mm×725mm×16個） 台車をTR209Aへ変更 |
| 1966年（昭和41年度） 第三次債務 | 70両   | トキ27000 - トキ27069 | 舞鶴重工業   | 荷台に埋木を設置 （200mm×725mm×16個） 台車をTR209Aへ変更 |
| 1966年（昭和41年度） 第三次債務 | 115両  | トキ27070 - トキ27184 | 三菱重工業   | 荷台に埋木を設置 （200mm×725mm×16個） 台車をTR209Aへ変更 |
| 1966年（昭和41年度） 第三次債務 | 65両   | トキ27185 - トキ27249 | 若松車輛     | 荷台に埋木を設置 （200mm×725mm×16個） 台車をTR209Aへ変更 |
| 1967年（昭和42年度） 本予算     | 190両  | トキ27250 - トキ27439 | 三菱重工業   | 側ブレーキ緊解表示装置の追加                             |
| 1967年（昭和42年度） 本予算     | 60両   | トキ27440 - トキ27499 | 若松車輛     | 側ブレーキ緊解表示装置の追加                             |
| 1967年（昭和42年度） 第一次債務 | 255両  | トキ27500 - トキ27754 | 川崎車輛     | 側ブレーキ緊解表示装置の追加                             |
| 1967年（昭和42年度） 第一次債務 | 250両  | トキ27755 - トキ28004 | 三菱重工業   | 側ブレーキ緊解表示装置の追加                             |
| 1967年（昭和42年度） 第一次債務 | 300両  | トキ28005 - トキ28304 | 日立製作所   | 側ブレーキ緊解表示装置の追加                             |
| 1967年（昭和42年度） 第一次債務 | 195両  | トキ28305 - トキ28499 | 若松車輛     | 側ブレーキ緊解表示装置の追加                             |
| 1968年（昭和43年度） 第四次債務 | 40両   | トキ28500 - トキ28539 | 三菱重工業   | 台車をTR209Bへ変更 ブレーキ率の変更                      |
| 1968年（昭和43年度） 第四次債務 | 30両   | トキ28540 - トキ28569 | 日立製作所   | 台車をTR209Bへ変更 ブレーキ率の変更                      |
| 1968年（昭和43年度） 第四次債務 | 80両   | トキ28570 - トキ28649 | 若松車輛     | 台車をTR209Bへ変更 ブレーキ率の変更                      |

### 後期型
1970年（昭和45年）から1971年（昭和46年）にかけて750両が製造された。自重は16.8 t 。
埋木の形状が変更され大型化し、車体全長に渡って幅600 mm の埋木が2本並行して配置されており、固定箇所の自由度が向上している。
台車はTR209系の左右の側枠をつなぎ梁で結合し、心皿の大口径化やバネをコイルバネとオイルダンパーに変更するなど改良し蛇行動を抑制したTR213系の中でも積車時の制動力を重視し鋳鉄製の制輪子を使用したTR213-2形を使用した。
トキ29150以降の車両はブレーキ方式をARSD方式（中継弁付積空切替式自動空気ブレーキ）にすると共に、台車をブレーキにレジン製の制輪子を使用したTR213形へ変更している。
| 製造年度                        | 製造数 | 車両番号              | 製造所                 | 備考                                       |
| ------------------------------- | ------ | --------------------- | ---------------------- | ------------------------------------------ |
| 1969年（昭和44年度） 第四次債務 | 30両   | トキ28650 - トキ28679 | 東急車輛製造・協三工業 | 埋木を大型化 台車をTR213-2へ変更           |
| 1969年（昭和44年度） 第四次債務 | 95両   | トキ28680 - トキ28774 | 日本車輌製造           | 埋木を大型化 台車をTR213-2へ変更           |
| 1969年（昭和44年度） 第四次債務 | 40両   | トキ28775 - トキ28814 | 川崎重工業             | 埋木を大型化 台車をTR213-2へ変更           |
| 1969年（昭和44年度） 第四次債務 | 175両  | トキ28815 - トキ28989 | 日立製作所             | 埋木を大型化 台車をTR213-2へ変更           |
| 1969年（昭和44年度） 第四次債務 | 50両   | トキ28990 - トキ29039 | 日立製作所・若松車輛   | 埋木を大型化 台車をTR213-2へ変更           |
| 1969年（昭和44年度） 第四次債務 | 40両   | トキ29040 - トキ29079 | 三菱重工業             | 埋木を大型化 台車をTR213-2へ変更           |
| 1969年（昭和44年度） 第四次債務 | 70両   | トキ29080 - トキ29149 | 三菱重工業・舞鶴重工業 | 埋木を大型化 台車をTR213-2へ変更           |
| 1970年（昭和45年度） 民有       | 75両   | トキ29150 - トキ29224 | 三菱重工業             | ブレーキをARSD方式へ変更 台車をTR213へ変更 |
| 1970年（昭和45年度） 民有       | 35両   | トキ29225 - トキ29259 | 舞鶴重工業             | ブレーキをARSD方式へ変更 台車をTR213へ変更 |
| 1970年（昭和45年度） 民有       | 115両  | トキ29260 - トキ29374 | 日立製作所             | ブレーキをARSD方式へ変更 台車をTR213へ変更 |
| 1970年（昭和45年度） 民有       | 25両   | トキ29375 - トキ29399 | 若松車輛               | ブレーキをARSD方式へ変更 台車をTR213へ変更 |

### 最後期型
1975年（昭和50年）に100両が製造された。自重は約17.0 t 。
外見上最大の変更点は、あおり戸及び妻板がプレス鋼板から平鋼板に変更されている点である。また妻板とあおり戸ともに柱部を追加し強度を向上させている。これは変形や腐食の防止並びに保守の容易化を図ったもので、トラ55000形での試験結果を反映した物である。
1991年（平成3年）から行われた従来車の更新工事にも同様の平板仕様のあおり戸が採用されたが、一部の車両は板の柱部が少ない物が使用されていた。
台車はTR213形の枕バネを強化したTR213B-1形へ変更されている。
| 製造年度                        | 製造数 | 車両番号              | 製造所     | 備考                                            |
| ------------------------------- | ------ | --------------------- | ---------- | ----------------------------------------------- |
| 1974年（昭和49年度） 第三次債務 | 100両  | トキ29400 - トキ29499 | 川崎重工業 | あおり戸・妻構を平板に変更 台車をTR213B-1へ変更 |

## 改造

### トキ23000形
35 t 積厚鋼板輸送用車で、1969年（昭和44年）に45両（トキ23000 - トキ23044）が国鉄新小岩工場と国鉄高砂工場で改造された。
車体床面に設置した12本の荷摺木と、積荷を上から締め付ける8本の締付枠を用いて鋼板を固定し輸送する。固定具の分自重が増加したため荷重は種車から1 t 減少している。
あおり戸は残されているため外見上は種車とほとんど変わらない。台車・台枠は種車のままである。
落成時の配置は蘇我駅（川崎製鉄千葉）、東福山駅（日本鋼管福山）だった。
1986年（昭和61年）までに全車廃車。

### トキ23800形
35 t 積原木輸送用車で、まず1970年（昭和45年）度に国鉄後藤工場で1両が改造された。この車両は形式変更されずトキ25000形のまま運用された。
この車両を元に1972年（昭和47年）度に35両（トキ23800 - トキ23834）が国鉄後藤工場で改造された。
側面のあおり戸はそのままに、あおり戸間にある側柱6本のうち側面中央部の2本を除く4本を縦方向に2,200 mm まで延長し、さらにその間に同じ高さの側柱を8本追加した。側柱の上部は荷卸し時に外側へ折り畳める構造になっている。妻板も縦方向に2,260 mm まで嵩上げした。台車・台枠は種車のままである。
舞鶴港駅に配置され熊野地駅や天竜川駅などへの輸入原木輸送で運用された。1974年（昭和49年）の舞鶴港喜多臨港線開業に伴い更に30両の増備が計画されたが、実現しなかった。
海水に浸かった原木を輸送していたため車体の腐食が激しく、落成10年後の1982年（昭和57年）度から淘汰が始まり1983年（昭和58年）までに全車廃車された。

### トキ23900形

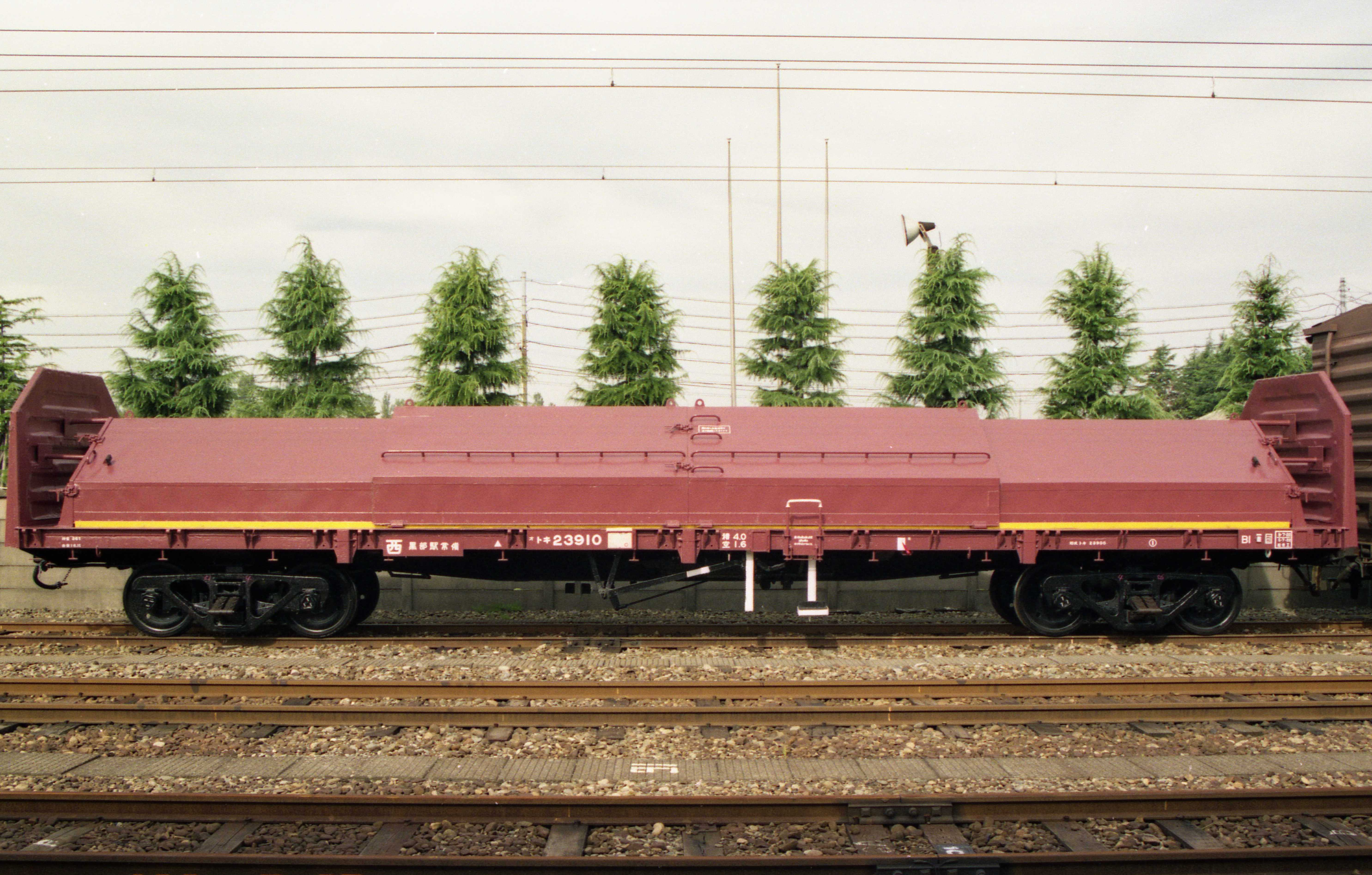
国鉄トキ23900形、^{オ}トキ23910
1993年7月25日、黒部駅

36 t 積亜鉛塊専用車で、1979年（昭和54年）から1981年（昭和56年）にかけて30両（オトキ23900 - オトキ23929）が国鉄松任工場で改造された。
積荷の亜鉛塊は水濡れを嫌うため従来はワム80000形やワキ5000形などの有蓋車、もしくはトキ25000形にシートをかけて輸送していた。しかし積荷の転動防止に手間と経費がかかっていた為、これを軽減しトラック輸送へ対抗する目的で開発された形式である。
自重軽減のために側面のあおり戸を撤去し、側面一体型で断面が五角形の4分割スライド屋根と荷台上に枕木を追加し、結露を防ぐために車体床面に排水口を兼ねた通気口を設けている。また、積み荷の固定を容易にするために前後左右動を抑える為のストッパーが設置された。
台枠・ブレーキ装置は種車のものを使用し、台車もTR209形のままである。最高速度は 75 km/h で、外部塗色は赤3号である。
黒部駅に配置され、日鉱亜鉛三日市製錬所（現・JX金属三日市リサイクル）から出荷される亜鉛塊を輸送するために全国へ運用された。
1987年（昭和62年）のJR移行では全車がJR貨物に承継されたが、1993年（平成5年）度から淘汰が開始され1995年（平成7年）度までに全車が廃車された。

### ヤ550形
除草剤散布車で、線路敷内の雑草防除に用いられる事業用貨車である。1976年（昭和51年）から18両（ヤ550 - ヤ567）が国鉄大宮工場で改造された。
ヤ500形では回送時の最高速度が65 km/h 以下に制限されている事と、タンク容量が小さいことで運用の効率が悪かったため、それを解消するために開発された形式である。
あおり戸・妻板・あおり戸受けを撤去し、新規製作したヤ500形の約2倍の容量を持つタンク体を台枠上に設置した。車両の外観はタンク車に類似する。台枠・ブレーキ装置・台車は種車のものを用いる。補機類として薬剤散布用のポンプ・動力源のディーゼル発電機・夜間作業に用いるための作業灯を搭載する。外部塗色は黒色である。
各地に分散配置されて使用されたが、17両はJR移行直前に除籍された。廃車後も保線機械として使用された物も存在する。1両（ヤ562）のみ九州旅客鉄道（JR九州）に承継され、鹿児島車両所（現在の鹿児島車両センター）に配置し、桜島から噴出する火山灰の除去に用いられていたが、晩年は動くこともなく長期にわたって留置された末、2014年（平成26年）3月15日付で廃車され、廃形式となった。

## 派生形式

### トキ80000形
30 t 積大型板ガラス専用車。日本板硝子所有の私有貨車でトキ22000形の増備車として1973年（昭和48年）に2両（トキ80000 - トキ80001）が製作された。トキ25000形と同形の妻板・あおり戸を持つが、塗装は黒で両端にデッキがあり、台車はTR211形である。輸送中に破損事故を度々起こし、休車となり1984年（昭和59年）4月27日に廃車となった。

### JR貨物トキ25000形

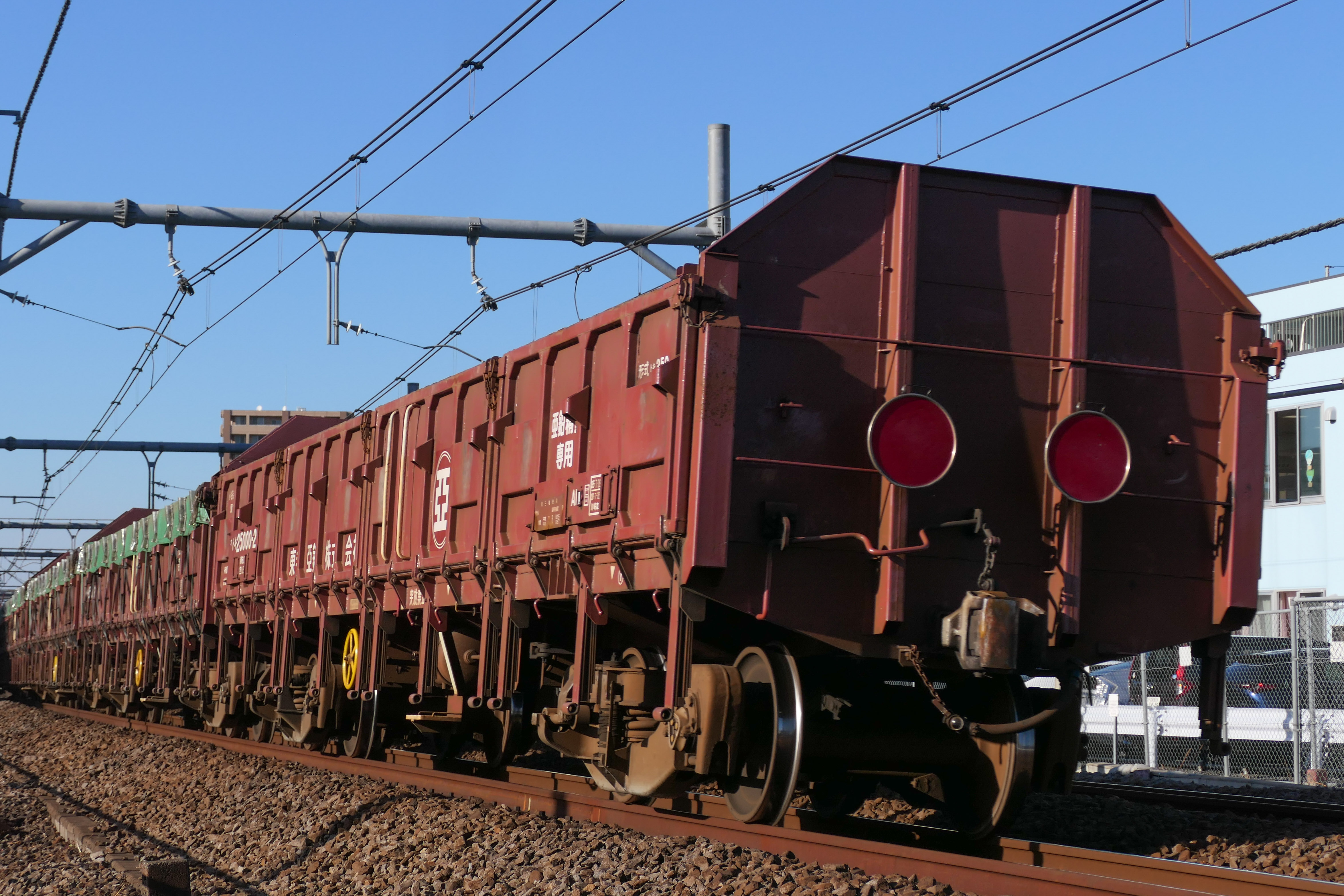
JR貨物トキ25000形トキ25000-2（2021年）

40 t 積亜鉛精鉱専用車。東邦亜鉛所有の私有貨車で従来使用されていたJR貨物所有トキ25000形の置き換え用として1999年（平成11年）に12両が製作された。

## 私鉄の同型車

### 東武鉄道トキ1形
詳細は「東武鉄道トキ1形」を参照

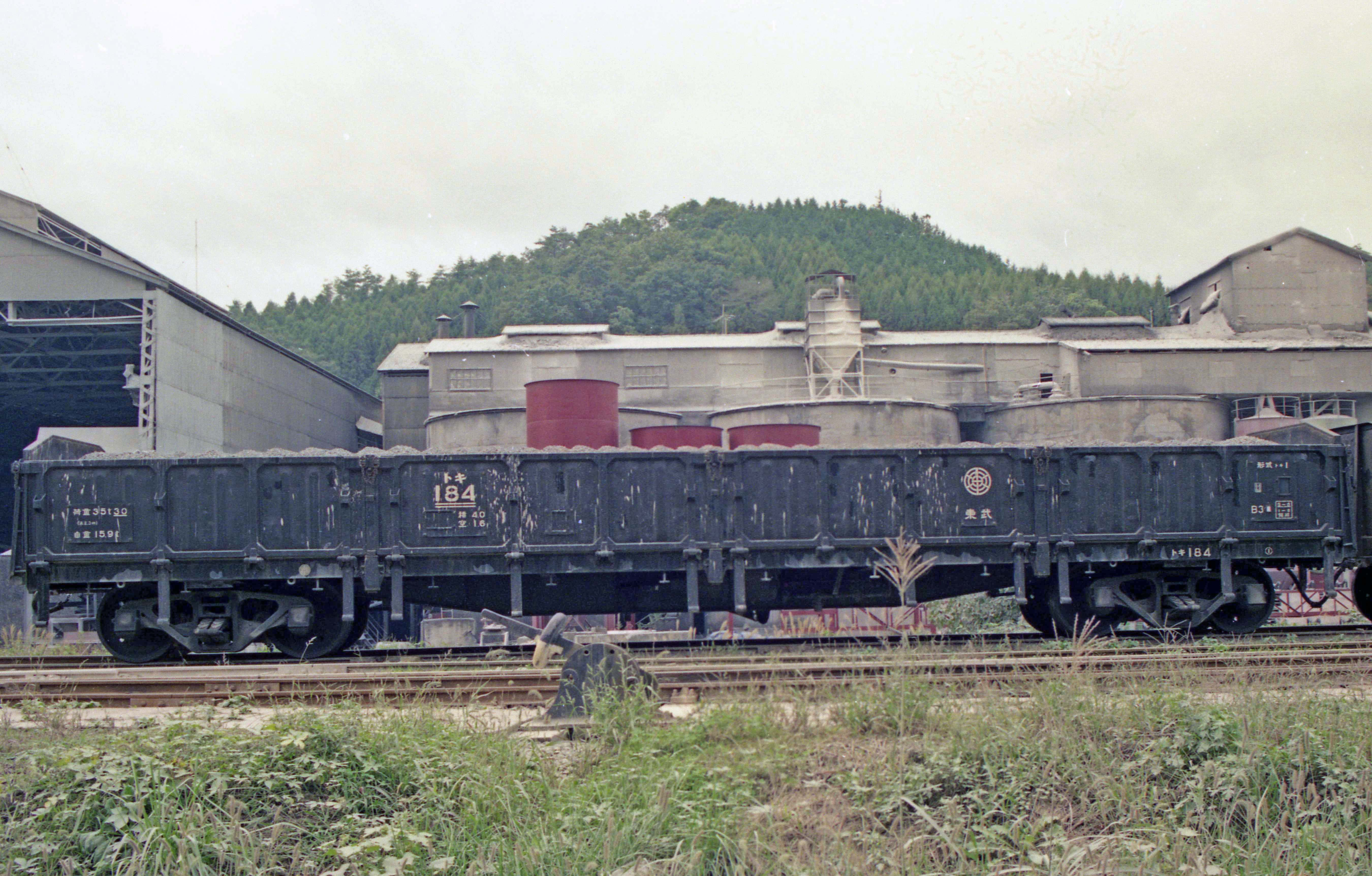
東武トキ1形、トキ184
1990年10月7日、羽鶴

後期型や更新車は本形式と同様のプレス鋼板製のあおり戸を使用している。ときには国鉄線内にも乗り入れていた。1991年（平成3年）形式消滅。

### 秩父鉄道トキ500形
1968年（昭和43年）製の本形式の同形車。一部は関東鉄道へ譲渡された。

### 京成電鉄トキ20形
1984年と1988年に1両ずつ製造された。本形式の台枠を流用している。

## 運用の変遷・現況
4,500両が製造され各地で汎用的に使用されたものの、1980年代以降は輸送形態の変化で用途は漸次縮小し、1987年（昭和62年）の国鉄分割民営化時には715両が日本貨物鉄道（JR貨物）へ承継されたが、コンテナへの移行や輸送自体の廃止が進行し、特定品目に使用される少数が残存するのみである。2006年（平成18年）度末ではJR貨物に15両が在籍していた。 
近年は定期運用を持たず、不定期に鉄道車両の車輪等を機関区間で輸送していたが順次コンテナ輸送に切り替わり、運用を失い、それからの運用は不明である。
かつて淡緑色に塗られた花王専用車（小型コンテナ輸送用）が存在し小売店向け洗剤類を輸送していた。1989年（平成元年）に川崎貨物駅から八王子駅への輸送を開始、その後1990年（平成2年）から梶ヶ谷貨物ターミナル駅向けの輸送も開始され11両の専用車が用意された。しかし、1993年には八王子向け輸送が終了し、梶ヶ谷向けも90年代中に終了している。
用途廃止後も塗装は存続され通常のトキと混用された。標記作業省力化のため、塗装変更時に記号番号標記板をマスキングし、当該箇所のみ赤3号で存置された車両も一部に存在した。

## 譲渡車
本形式の譲渡車は観光用のトロッコ車両の種車として改造されたほか、事業用車となった車両も存在する。

### 天竜浜名湖鉄道

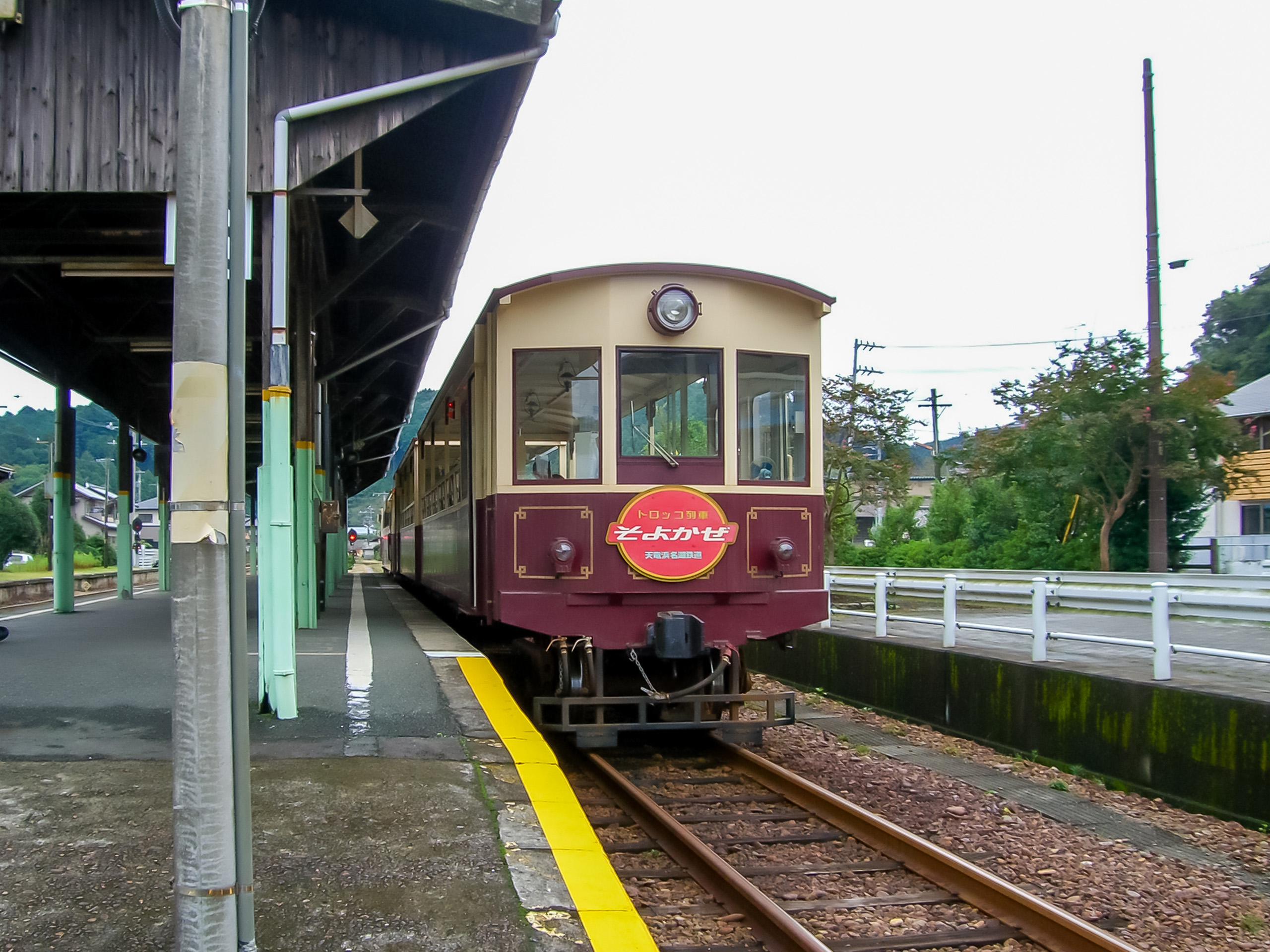
天竜浜名湖鉄道THT100形（2005年）

静岡県の天竜浜名湖鉄道には2両（トキ28963、トキ28692）が2000年（平成12年）に譲渡されTHT100形・THT200形となり、トロッコ列車「トロッコそよかぜ号」用として使用されていた。2007年（平成19年）廃車。

### 長良川鉄道
岐阜県の長良川鉄道には1両（トキ26026）が譲渡され、1992年（平成4年）にながら7形7001となった。2005年（平成17年）廃車。

### 樽見鉄道

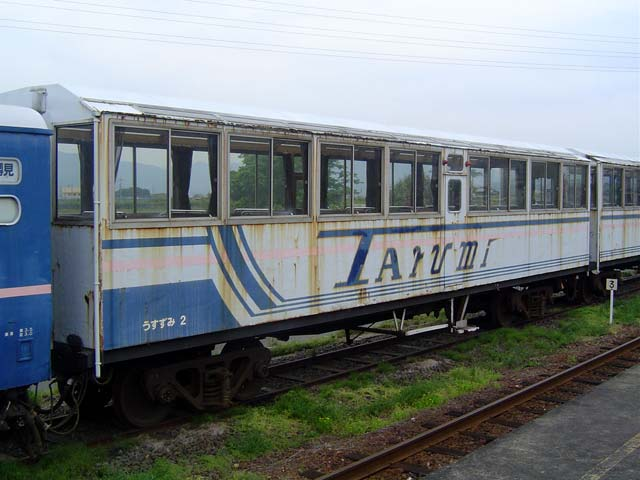
樽見鉄道うすずみ1形うすずみ2号

岐阜県の樽見鉄道には2両（トキ29102、トキ29107）が1989年（平成元年）の全線開通の際にうすずみ1形として譲渡され、展望車両「うすずみファンタジア」とされた。2005年（平成17年）廃車。

### 嵯峨野観光鉄道

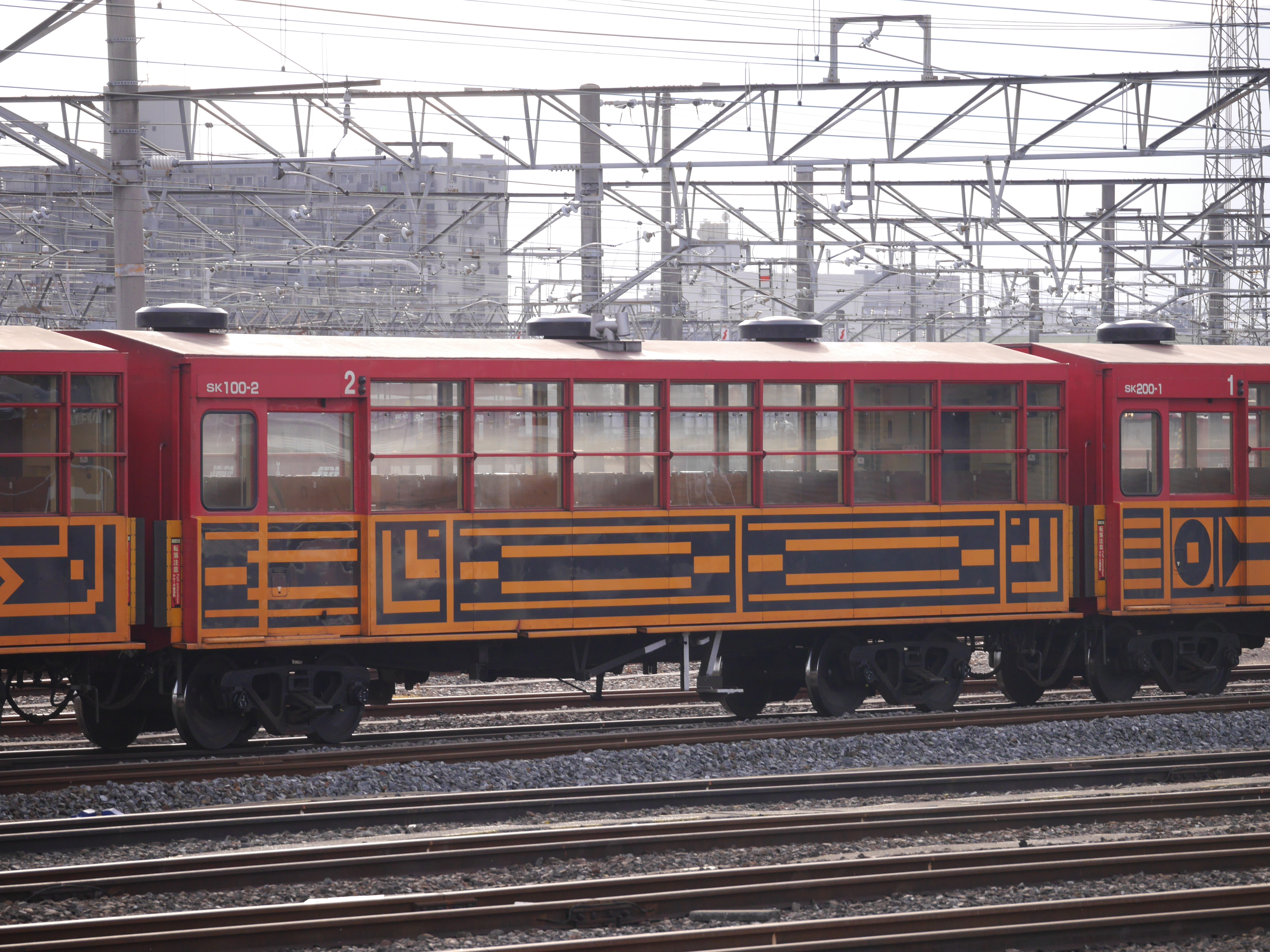
嵯峨野観光鉄道SK100形（2018年）

京都府の嵯峨野観光鉄道では1991年（平成3年）にSK100形3両（トキ28370、トキ28266、トキ28360）とSK200形1両（トキ27541）が登場し、1998年（平成10年）にSK300形1両（トキ25833）が増備された。5両編成のトロッコ嵯峨方にDE10形を連結、トロッコ亀岡方はSK200-1の運転台で機関車を遠隔制御する。

### 神戸電鉄
兵庫県の神戸電鉄には1両（トキ29484）が1989年（平成元年）に譲渡され、事業用車として使用された。登場当初はトキ501形であったが、1990年（平成2年）には770形771に改番されている。1998年（平成10年）10月31日付で廃車。